# Campionato nordamericano femminile di pallavolo 2023
Il campionato nordamericano femminile di pallavolo 2023 si è svolto dal 29 agosto al 3 settembre 2023 a Québec, in Canada: al torneo hanno partecipato sette squadre nazionali nordamericane e la vittoria finale è andata per la quarta volta, la terza consecutiva, alla Repubblica Dominicana.

## Impianti
|                                                                      |  |  |
|                                                                      |  |  |
| Amphithéatre Desjardins Città: Québec Capienza: - Anno d'apertura: - |  |  |

## Regolamento

### Formula
La formula ha previsto:
- Fase a gironi, disputata con girone all'italiana: la prima classificata di ogni girone ha acceduto alle semifinali per il primo posto, la seconda e la terza classificata di ogni girone hanno acceduto ai quarti di finale per il primo posto, mentre l'ultima classificata del girone B ha acceduto alla finale per il sesto posto.
- Fase finale, disputata con:
  - Fase finale per il primo posto, giocata con quarti di finale, semifinali, finale per il terzo posto e finale; le sconfitte ai quarti di finale per il primo posto hanno acceduto alla finale per il quinto posto.
  - Finale per il quinto posto; la sconfitta alla finale per il quinto posto ha acceduto alla finale per il sesto posto.
  - Finale per il sesto posto.

### Criteri di classifica
Se il risultato finale è stato di 3-0 sono stati assegnati 5 punti alla squadra vincente e 0 a quella sconfitta, se il risultato finale è stato di 3-1 sono stati assegnati 4 punti alla squadra vincente e 1 a quella sconfitta, se il risultato finale è stato di 3-2 sono stati assegnati 3 punti alla squadra vincente e 2 a quella sconfitta.
L'ordine del posizionamento in classifica è stato definito in base a:
- Numero di partite vinte;
- Punti;
- Rapporto dei set vinti/persi;
- Rapporto dei punti realizzati/subiti;
- Risultati degli scontri diretti.

## Squadre partecipanti
| Squadra         | Qualificazione      | Ultima partecipazione |
| --------------- | ------------------- | --------------------- |
| Canada          | Paese organizzatore | Messico 2021          |
| Costa Rica      | -                   | Messico 2021          |
| Cuba            | -                   | Porto Rico 2019       |
| Messico         | -                   | Messico 2021          |
| Porto Rico      | -                   | Messico 2021          |
| Rep. Dominicana | -                   | Messico 2021          |
| Stati Uniti     | -                   | Messico 2021          |

## Torneo

### Fase a gironi
| Girone A   | Girone B        |
| ---------- | --------------- |
| Canada     | Costa Rica      |
| Messico    | Cuba            |
| Porto Rico | Rep. Dominicana |
| -          | Stati Uniti     |

#### Girone A

##### Risultati
| 29 agosto 2023 Amphithéatre Desjardins, Québec Durata: 1h:09 - Spettatori: 1 040 | Canada     | 3 - 0 | Messico | 25-20, 25-18, 25-20               |
| 30 agosto 2023 Amphithéatre Desjardins, Québec Durata: 1h:11 - Spettatori: 850   | Porto Rico | 0 - 3 | Canada  | 18-25, 13-25, 23-25               |
| 31 agosto 2023 Amphithéatre Desjardins, Québec Durata: 1h:57 - Spettatori: 450   | Porto Rico | 3 - 2 | Messico | 27-25, 17-25, 14-25, 25-23, 15-11 |

##### Classifica
| Pos. | Squadra    | Pt | G | V | P | SV | SP | Ratio | PF  | PS  | Ratio |
| ---- | ---------- | -- | - | - | - | -- | -- | ----- | --- | --- | ----- |
| 1.   | Canada     | 10 | 3 | 2 | 0 | 6  | 0  | MAX   | 150 | 112 | 1,339 |
| 2.   | Porto Rico | 3  | 3 | 1 | 1 | 3  | 5  | 0,600 | 152 | 184 | 0,826 |
| 3.   | Messico    | 2  | 3 | 0 | 2 | 2  | 6  | 0,333 | 167 | 173 | 0,965 |

      Qualificata alle semifinali per il primo posto.
      Qualificata ai quarti di finale per il primo posto.

#### Girone B

##### Risultati
| 29 agosto 2023 Amphithéatre Desjardins, Québec Durata: 0h:46 - Spettatori: 165   | Stati Uniti     | 3 - 0 | Costa Rica      | 25-3, 25-13, 25-5   |
| 29 agosto 2023 Amphithéatre Desjardins, Québec Durata: 1h:00 - Spettatori: 362   | Rep. Dominicana | 3 - 0 | Cuba            | 25-14, 25-17, 25-16 |
| 30 agosto 2023 Amphithéatre Desjardins, Québec Durata: 0h:53 - Spettatori: 257   | Cuba            | 0 - 3 | Stati Uniti     | 8-25, 17-25, 14-25  |
| 30 agosto 2023 Amphithéatre Desjardins, Québec Durata: 0h:53 - Spettatori: 621   | Costa Rica      | 0 - 3 | Rep. Dominicana | 13-25, 11-25, 10-25 |
| 31 agosto 2023 Amphithéatre Desjardins, Québec Durata: 0h:56 - Spettatori: 135   | Cuba            | 3 - 0 | Costa Rica      | 25-18, 25-11, 25-9  |
| 31 agosto 2023 Amphithéatre Desjardins, Québec Durata: 1h:14 - Spettatori: 1 000 | Stati Uniti     | 3 - 0 | Rep. Dominicana | 25-22, 25-22, 25-16 |

##### Classifica
| Pos. | Squadra         | Pt | G | V | P | SV | SP | Ratio | PF  | PS  | Ratio |
| ---- | --------------- | -- | - | - | - | -- | -- | ----- | --- | --- | ----- |
| 1.   | Stati Uniti     | 15 | 3 | 3 | 0 | 9  | 0  | MAX   | 225 | 120 | 1,875 |
| 2.   | Rep. Dominicana | 10 | 3 | 2 | 1 | 6  | 3  | 2,000 | 210 | 156 | 1,346 |
| 3.   | Cuba            | 5  | 3 | 1 | 2 | 3  | 6  | 0,500 | 161 | 188 | 0,856 |
| 4.   | Costa Rica      | 0  | 3 | 0 | 3 | 0  | 9  | 0,000 | 93  | 225 | 0,413 |

      Qualificata alle semifinali per il primo posto.
      Qualificata ai quarti di finale per il primo posto.
      Qualificata alla finale per il sesto posto.

### Fase finale

#### Finali 1º e 3º posto
|  | Quarti di finale | Quarti di finale | Quarti di finale |  |  | Semifinali | Semifinali      | Semifinali |             |   | Finale          | Finale          | Finale          |  |
|  |                  |                  |                  |  |  |            |                 |            |             |   |                 |                 |                 |  |
|  |                  |                  |                  |  |  | 1A         | Canada          | 1          |             |   |                 |                 |                 |  |
|  | 2B               | Rep. Dominicana  | 3                |  |  | 2B         | Rep. Dominicana | 3          |             |   |                 |                 |                 |  |
|  | 3A               | Messico          | 0                |  |  |            |                 |            |             |   | 2B              | Rep. Dominicana | 3               |  |
|  |                  |                  |                  |  |  |            |                 | 1B         | Stati Uniti | 2 |                 |                 |                 |  |
|  |                  |                  |                  |  |  | 1B         | Stati Uniti     | 3          |             |   |                 |                 |                 |  |
|  | 2A               | Porto Rico       | 0                |  |  | 3B         | Cuba            | 0          |             |   |                 |                 |                 |  |
|  | 3B               | Cuba             | 3                |  |  |            |                 |            |             |   | Finale 3º posto | Finale 3º posto | Finale 3º posto |  |
|  |                  |                  |                  |  |  |            |                 |            |             |   |                 |                 |                 |  |
|  |                  |                  |                  |  |  |            |                 |            |             |   | 1A              | Canada          | 3               |  |
|  |                  |                  |                  |  |  |            |                 |            |             |   | 3B              | Cuba            | 1               |  |

##### Quarti di finale
| 1º settembre 2023 Amphithéatre Desjardins, Québec Durata: 1h:19 - Spettatori: 769 | Porto Rico      | 0 - 3 | Cuba    | 21-25, 23-25, 22-25 |
| 1º settembre 2023 Amphithéatre Desjardins, Québec Durata: 0h:57 - Spettatori: 920 | Rep. Dominicana | 3 - 0 | Messico | 25-17, 25-10, 25-12 |

##### Semifinali
| 2 settembre 2023 Amphithéatre Desjardins, Québec Durata: 0h:55 - Spettatori: 1 400 | Stati Uniti | 3 - 0 | Cuba            | 25-12, 25-11, 25-16        |
| 2 settembre 2023 Amphithéatre Desjardins, Québec Durata: 1h:43 - Spettatori: 2 900 | Canada      | 1 - 3 | Rep. Dominicana | 25-27, 22-25, 25-23, 20-25 |

##### Finale 3º posto
| 3 settembre 2023 Amphithéatre Desjardins, Québec Durata: 1h:32 - Spettatori: 2 870 | Cuba | 1 - 3 | Canada | 21-25, 17-25, 25-17, 16-25 |

##### Finale
| 3 settembre 2023 Amphithéatre Desjardins, Québec Durata: 2h:05 - Spettatori: 3 000 | Stati Uniti | 2 - 3 | Rep. Dominicana | 25-12, 21-25, 25-19, 19-25, 13-15 |

#### Finale 5º posto
| 2 settembre 2023 Amphithéatre Desjardins, Québec Durata: 2h:15 - Spettatori: 450 | Messico | 3 - 0 | Porto Rico | 25-22, 32-30, 25-22 |

#### Finale 6º posto
| 3 settembre 2023 Amphithéatre Desjardins, Québec Durata: 0h:54 - Spettatori: 600 | Porto Rico | 3 - 0 | Costa Rica | 25-13, 25-7, 25-9 |

## Classifica finale
| Pos | Squadra         | Rosa |
| --- | --------------- | --- |
|     | Rep. Dominicana | Formazione: 1 Arias, 2 Rodríguez, 3 Eve, 4 Peralta, 5 Castillo, 7 Marte, 11 Ge. González, 12 Pérez, 15 Guillén, 16 Peña, 18 de la Cruz, 20 B. Martínez, 21 J. Martínez, 23 Ga. González, CT: Kwiek |
|     | Stati Uniti     | Formazione: 1 Hancock, 4 Wong-Orantes, 5 Frantti, 6 Hentz, 7 Carlini, 10 Larson, 11 Drews, 12 Thompson, 15 Washington, 16 Rettke, 22 Plummer, 23 Robinson, 24 Ogbogu, 27 Skinner, CT: Kiraly       |
|     | Canada          | Formazione: 3 Van Ryk, 4 Savard, 5 Murmann, 6 White, 7 Van Buskirk, 8 Ogoms, 9 Gray, 11 Mitrovic, 13 O'Reilly, 14 Howe, 15 Joseph, 17 Jost, 19 Maglio, 26 Pelland, CT: Winzer                      |
| 4.  | Cuba            | Formazione: 2 Madán, 5 Martínez, 7 Leliebre, 8 Pérez, 10 Miranda, 11 G. Moreno, 15 Aguilera, 19 Suárez, 20 Finé, 24 T. Moreno, 25 Vila, CT: García                                                 |
| 5.  | Messico         | Formazione: 1 Martínez, 4 Rodríguez, 6 Castro, 9 Vela, 10 Siller, 11 Urías, 12 Landeros, 15 Rivera, 16 Muñoz, 20 Topete, 22 Elicerio, 30 Márquez, 33 Flores, CT: Negro                             |
| 6.  | Porto Rico      | Formazione: 1 Fuentes, 2 Venegas, 3 Vázquez, 4 Hollingsworth, 5 Rivera, 8 Rojas, 12 Ortiz, 15 Collazo, 16 Santiago, 17 Cestero, 18 Hernández, 20 Cerame, 21 Victoriá, 23 Vélez, CT: Morales        |
| 7.  | Costa Rica      | Formazione: 2 Salazar, 4 Rodríguez, 5 Espinoza, 7 Ni. Mata, 9 Rojas, 18 Barley, 19 Fonseca, 20 Na. Mata, 21 Álvarez, 22 Moraga, 24 Hernández, 25 Porras, CT: Acuña                                 |

|  |  |  | Qualificata al campionato mondiale 2025. |

## Premi individuali
| Premio                 | Nome                 | Squadra         |
| ---------------------- | -------------------- | --------------- |
| MVP                    | Brenda Castillo      | Rep. Dominicana |
| Miglior realizzatrice  | Paola Santiago       | Porto Rico      |
| Miglior servizio       | Lisvel Eve           | Rep. Dominicana |
| Miglior difesa         | Brenda Castillo      | Rep. Dominicana |
| Miglior ricevitrice    | Justine Wong-Orantes | Stati Uniti     |
| Miglior palleggiatrice | Brie O'Reilly        | Canada          |
| Miglior opposto        | Jordan Thompson      | Stati Uniti     |
| Miglior schiacciatrice | Kiera Van Ryk        | Canada          |
| Miglior schiacciatrice | Alexa Gray           | Canada          |
| Miglior centrale       | Neira Ortiz          | Porto Rico      |
| Miglior centrale       | Emily Maglio         | Canada          |
| Miglior libero         | Brenda Castillo      | Rep. Dominicana |

## Statistiche
| Rendimento individuale | Rendimento individuale | Rendimento individuale | Rendimento individuale |
| Pos.                   | Nome                   | Punti                  | Squadra                |
| ---------------------- | ---------------------- | ---------------------- | ---------------------- |
| 1                      | Paola Santiago         | 75                     | Porto Rico             |
| 2                      | Kiera Van Ryk          | 73                     | Canada                 |
| 3                      | Brayelin Martínez      | 70                     | Rep. Dominicana        |
| 4                      | Jordan Thompson        | 65                     | Stati Uniti            |
| 5                      | Greisy Finé            | 64                     | Cuba                   |